# Shenzhen Open (ATP) 2015 - Qualificazioni singolare
Le qualificazioni del singolare  dello Shenzhen Open 2015 sono state un torneo di tennis preliminare per accedere alla fase finale della manifestazione. I vincitori dell'ultimo turno sono entrati di diritto nel tabellone principale. In caso di ritiro di uno o più giocatori aventi diritto a questi sono subentrati i lucky loser, ossia i giocatori che hanno perso nell'ultimo turno ma che avevano una classifica più alta rispetto agli altri partecipanti che avevano comunque perso nel turno finale.

## Teste di serie
1. Austin Krajicek (spostato nel tabellone principale)
2. Matthew Ebden (qualificato)
3. Chen Ti (secondo turno)
4. Luke Saville (secondo turno)

1. Hiroki Moriya (qualificato)
2. Lee Duck-hee (secondo turno)
3. Bai Yan (wildcard per il tabellone principale)
4. Michail Elgin (secondo turno)

## Qualificati
1. Takuto Niki
2. Matthew Ebden

1. Hiroki Moriya
2. Zhang Zhizhen

## Tabellone

### Legenda
| - Q = Qualificato - WC = Wild card - LL = Lucky loser | - ALT = Alternate - SE = Special Exempt - PR = Protected Ranking | - w/o = Walkover - r = Ritirato - d = Squalificato |

### Sezione 1
|  | Primo turno | Primo turno   | Primo turno   | Primo turno | Primo turno |  |  | Secondo turno | Secondo turno | Secondo turno | Secondo turno | Secondo turno |   |   | Ultimo turno | Ultimo turno | Ultimo turno | Ultimo turno | Ultimo turno |  |
|  |             |               |               |             |             |  |  |               |               |               |               |               |   |   |              |              |              |              |              |  |
|  |             |               |               |             |             |  |  |               |               |               |               |               |   |   |              |              |              |              |              |  |
|  |             |               |               |             |             |  |  |               | Bye           |               |               |               |   |   |              |              |              |              |              |  |
|  |             | Woo Chung-hyo | Woo Chung-hyo | 3           | 1           |  |  |               | Sun Fajing    | Sun Fajing    | Sun Fajing    | Sun Fajing    |   |   |              |              |              |              |              |  |
|  |             | Sun Fajing    | Sun Fajing    | 6           | 6           |  |  |               |               |               |               |               |   |   |              | Sun Fajing   | Sun Fajing   | 1            | 4            |  |
|  |             | Takuto Niki   | 4             | 6           | 6           |  |  |               |               |               | Takuto Niki   | Takuto Niki   | 6 | 6 |              |              |              |              |              |  |
|  |             | Chen Long     | 6             | 2           | 1           |  |  |               | Takuto Niki   | Takuto Niki   | 6             | 7             |   |   |              |              |              |              |              |  |
|  |             |               |               |             |             |  |  | 8             | Michail Elgin | Michail Elgin | 4             | 5             |   |   |              |              |              |              |              |  |
|  |             |               |               |             |             |  |  |               |               |               |               |               |   |   |              |              |              |              |              |  |

### Sezione 2
|  | Primo turno | Primo turno   | Primo turno   | Primo turno | Primo turno |  |  | Secondo turno | Secondo turno            | Secondo turno            | Secondo turno | Secondo turno |   |   | Ultimo turno | Ultimo turno  | Ultimo turno  | Ultimo turno | Ultimo turno |  |
|  |             |               |               |             |             |  |  |               |                          |                          |               |               |   |   |              |               |               |              |              |  |
|  |             |               |               |             |             |  |  |               |                          |                          |               |               |   |   |              |               |               |              |              |  |
|  |             |               |               |             |             |  |  | 2             | Matthew Ebden            | Matthew Ebden            | 6             | 7             |   |   |              |               |               |              |              |  |
|  |             |               |               |             |             |  |  |               | Nicholas Alexander Reyes | Nicholas Alexander Reyes | 3             | 6(1)          |   |   |              |               |               |              |              |  |
|  |             |               |               |             |             |  |  |               |                          |                          |               |               |   |   | 2            | Matthew Ebden | Matthew Ebden | 6            | 6            |  |
|  |             | Qiu Zhuoyang  | Qiu Zhuoyang  | 2           | 1           |  |  |               |                          |                          | Michael Venus | Michael Venus | 2 | 2 |              |               |               |              |              |  |
|  |             | Michael Venus | Michael Venus | 6           | 6           |  |  |               | Michael Venus            | 3                        | 7             | 6             |   |   |              |               |               |              |              |  |
|  |             |               |               |             |             |  |  | 6             | Lee Duck-hee             | 6                        | 68            | 1             |   |   |              |               |               |              |              |  |
|  |             |               |               |             |             |  |  |               |                          |                          |               |               |   |   |              |               |               |              |              |  |

### Sezione 3
|  | Primo turno | Primo turno      | Primo turno | Primo turno | Primo turno |  |  | Secondo turno | Secondo turno | Secondo turno | Secondo turno | Secondo turno |   |   | Ultimo turno | Ultimo turno | Ultimo turno | Ultimo turno | Ultimo turno |  |
|  |             |                  |             |             |             |  |  |               |               |               |               |               |   |   |              |              |              |              |              |  |
|  |             |                  |             |             |             |  |  |               |               |               |               |               |   |   |              |              |              |              |              |  |
|  |             |                  |             |             |             |  |  | 3             | Chen Ti       | 4             | 6             | 4             |   |   |              |              |              |              |              |  |
|  |             | Johan Tatlot     | 6           | 4           | 6           |  |  |               | Johan Tatlot  | 6             | 1             | 6             |   |   |              |              |              |              |              |  |
|  |             | He Yecong        | 1           | 6           | 4           |  |  |               |               |               |               |               |   |   |              | Johan Tatlot | Johan Tatlot | 5            | 3            |  |
|  |             | Djordje Djokovic | 2           | 6           | 3           |  |  |               |               | 5             | Hiroki Moriya | Hiroki Moriya | 7 | 6 |              |              |              |              |              |  |
|  |             | Xia Haitong      | 6           | 3           | 6           |  |  |               | Xia Haitong   | Xia Haitong   | 1             | 3             |   |   |              |              |              |              |              |  |
|  |             |                  |             |             |             |  |  | 5             | Hiroki Moriya | Hiroki Moriya | 6             | 6             |   |   |              |              |              |              |              |  |
|  |             |                  |             |             |             |  |  |               |               |               |               |               |   |   |              |              |              |              |              |  |

### Sezione 4
|  | Primo turno | Primo turno   | Primo turno   | Primo turno | Primo turno |  |  | Secondo turno | Secondo turno | Secondo turno | Secondo turno | Secondo turno |   |   | Ultimo turno | Ultimo turno  | Ultimo turno  | Ultimo turno | Ultimo turno |  |
|  |             |               |               |             |             |  |  |               |               |               |               |               |   |   |              |               |               |              |              |  |
|  |             |               |               |             |             |  |  |               |               |               |               |               |   |   |              |               |               |              |              |  |
|  |             |               |               |             |             |  |  | 4             | Luke Saville  | 6             | 3             | 2             |   |   |              |               |               |              |              |  |
|  | WC          | Zhu Jiacheng  | Zhu Jiacheng  | 2           | 2           |  |  |               | Zhang Zhizhen | 3             | 6             | 6             |   |   |              |               |               |              |              |  |
|  |             | Zhang Zhizhen | Zhang Zhizhen | 6           | 6           |  |  |               |               |               |               |               |   |   |              | Zhang Zhizhen | Zhang Zhizhen | 6            | 6            |  |
|  |             | Sergey Betov  | Sergey Betov  | 6           | 6           |  |  |               |               |               | Sergey Betov  | Sergey Betov  | 2 | 3 |              |               |               |              |              |  |
|  |             | Oliver Marach | Oliver Marach | 4           | 0           |  |  |               | Sergey Betov  | Sergey Betov  | Sergey Betov  | Sergey Betov  |   |   |              |               |               |              |              |  |
|  |             |               |               |             |             |  |  |               | Bye           |               |               |               |   |   |              |               |               |              |              |  |
|  |             |               |               |             |             |  |  |               |               |               |               |               |   |   |              |               |               |              |              |  |